# São Tomás de Aquino (ort)
São Tomás de Aquino är en ort i Brasilien.   Den ligger i kommunen São Tomás de Aquino och delstaten Minas Gerais, i den sydöstra delen av landet, 600 km söder om huvudstaden Brasília. São Tomás de Aquino ligger 983 meter över havet och antalet invånare är 7 093.
Terrängen runt São Tomás de Aquino är kuperad åt nordost, men åt sydväst är den platt. Närmaste större samhälle är São Sebastião do Paraíso, 18,4 km sydost om São Tomás de Aquino.
Omgivningarna runt São Tomás de Aquino är huvudsakligen savann. Runt São Tomás de Aquino är det ganska tätbefolkat, med 75 invånare per kvadratkilometer.